# Rodrigo Souza Silva
Rodrigo Souza Silva, meglio noto come Rodrigo (Ipatinga, 24 novembre 1987), è un calciatore brasiliano naturalizzato est-timorese, centrocampista svincolato.

## Palmarès

### Club

#### Competizioni nazionali
- Campionato emiratino di seconda divisione: 1

Al-Uruba: 2020-2021